# Demeter Alajos
Demeter Alajos (Kecskemét, 1805. július 25. – Kecskemét, 1858. november 18.) piarista rendi pap, tanár, költő.

## Élete
1822. október 8-án a piarista rendbe lépett Trencsénben és 1830. augusztus 29. áldozópappá szenteltetett föl; gimnáziumi tanár volt Sátoraljaújhelyen (1825–1826), Vácon (1827–1828), teológiai tanuló Nyitrán és Szentgyörgyön (1829–1830), tanár Veszprémben (1831–1833), Kalocsán (1834–1838), Mosonmagyaróváron (1839–1840), Kecskeméten (1840–1841), Kolozsvárt (1842–1844), Szegeden a líceumban (1845–1847), ahol a hittant és magyar irodalmat tanította és hitszónok volt; azután Kecskeméten (1847–1856) rektor, gimnáziumi igazgató és a magyar nyelv tanára, Tatán (1856–1858) rektor és gimnáziumi igazgató.

## Munkái
- Öröm dal, melyel a magyar-óvári kegyes iskolák százados ünnepet… ültek kisasszony hava 25. 1839. Hely n.
- Üdvözlő dal, mellyel… Grosser Ker. János urat a magyar- és erdélyországi kegyes iskolák főkormányzóját, midőn a kormánya alatt levő kecskeméti házat hivatalosan meglátogatná a helybeli kir. iskolák üdvözlötték 1841. Pest
- Oda gr. Teleki Józsefnek gubernátorrá való beiktatása ünnepélyére. Kolozsvár, 1843
- Nmélt. ifj. gr. Teleki József ő exc. Erdély kormányzójának, midőn súlyos betegségéből szerencsésen felgyógyulván dicső neve ünnepét ülné 1844. márcz. 19. Uo.